# Caridina longa
Caridina longa е вид десетоного от семейство Atyidae.

## Разпространение и местообитание
Видът е разпространен в Китай (Юннан).
Обитава сладководни басейни и потоци.